# جيري سوليفان (مدرب رياضي)
جيري سوليفان (بالإنجليزية: Jerry Sullivan)‏ هو مدرب رياضي أمريكي، ولد في 13 يوليو 1944 في ميامي في الولايات المتحدة.